# Малые Бесяды (Логойский район)
Малые Бесяды (бел. Малы́я Бяся́ды) — деревня в Логойском районе Минской области Беларуси. В составе Янушковичского сельсовета.

## География
Расположена в в 35 км от Логойска и в 25 км от Минска. Рядом пролегает дорога Р-58.
Ближайшие населённые пункты Дашки, Павленяты и др.

### Гидрография
Рядом протекает река Удра.

## История
Первые письменные сведения о существовании здесь поселения относятся к концу XVI — началу XVII вв. Тогда Малые Бесяды принадлежали панам Авлогинским и Троконицким. К XIX веку они стали собственностью Арамовичей. Это время стало периодом расцвета поселения. Владелец имения Анела Арамович, вышла замуж за Сигизмунда Чеховича-Леховицкого. После смерти Анелы Сигизмунд, а позже и его сын Витольд расширили архитектурный комплекс усадьбы — в её центре расположился большой двухэтажный дом, на первом этаже которого были устроены зимний сад и танцевальный зал.
С 1875 года в имении Малые Бесяды проживал один из руководителей восстания 1863—1864 Зыгмунт Чахович.
С 1908 года в Гайно-Слободской волости Борисовского уезда Минской губернии.
До 14 апреля 1959 год деревня входила в состав Калачевского сельсовета.

## Население

### Численность
- 2019 год — 9 жителей

### Динамика
- 1908 год — 19 жителей, 2 двора[2]
- 1999 год — 11 жителей (перепись населения)
- 2009 год — 12 жителей (перепись населения)[2]
- 2019 год — 9 жителей (перепись населения)

## Улицы
- Лесная
- Поселковая
- Садовая

## Инфраструктура
На территории бывшего панского имения сегодня действует база отдыха «Малые Бесяды».

## Достопримечательность
- Парк при бывшей усадьбе Чеховичей.[4] Включает в себя широкую аллею из сосен, лиственниц, пихт и дубов. Здесь также произрастает уникальная бальзамическая пихта высотой 27 м. На территории имения сохранился искусственный водоём правильной четырехугольной формы, питающийся из родников, а также ледовня и фрагменты хозпостройки.
- Аллея лиственниц.
- Храм.

### Утраченное наследие
- Усадьба.
- Храм (XVI век).